# 小行星5828
小行星5828（英語：5828）是一颗围绕太阳公转的小行星。1991年1月14日，太空监视在基特峰发现了此天体。
这颗小行星的绝对星等为152.6903203224832等。